# Халсвелл
Халсвелл, Холсуэлл (англ. Halswell) — город-спутник Крайстчерча на Южном острове Новой Зеландии. Он находится в 9 километрах к юго-западу от кафедральной площади Крайстчерча по шоссе 75. В основном застроенный жилыми домами, город в основном выступает как спальный район. Собственной промышленности в городе практически нет.

## История
Халсвелл был назван в честь Эдмунда Сторра Халсвелла (1790—1874), королевского адвоката, представителя органов власти и члена правления Кентерберийской ассоциации. Он прибыл в Новую Зеландию в 1841 году и был назначен специальным уполномоченным по местным ресурсам. Данное народом маори для этой местности название Таи-Тапу было оставлено для поселения, расположенного в 9 километрах к югу от Халсвелла.

## Обзор
До недавнего времени Халсвелл был полностью отделён от Крайстчерча географически, но в недавнем прошлом к северу от города были построены новые микрорайоны, образовавшие пригороды Оклендс (англ. Oaklands) и Уэстлейк (англ. Westlake). Эти микрорайоны соединили Халсвелл с городской зоной Крайстчерча. Халсвелл быстро разрастается, появились новые жилые микрорайоны: Айденфилд к северо-востоку от города и Рокс (The Rocks) в начале Кеннедис-Буш-Роуд на холмах к югу от города. Основная часть Халсвелла находится на Кентерберийской равнине. Через город протекает река Ноттингем-Стрим (англ. Nottingham Stream), впадающая в реку Халсвелл.
Центром сообщества Халсвелла является местная начальная школа для детей от 5 до 14 лет. По состоянию на 2011 год в ней занимались 626 учащихся.
В Халсвелле есть плавательный бассейн, библиотека, католическая, англиканская и баптистская церкви, почтовое отделение и отделение Kiwibank. В городе находится рекреационный парк Halswell Quarry Park площадью 60,4 га, под управлением городского совета Крайстчерча. В парке организованы прогулочные дорожки, рассчитанные для любых погодных условий, горная велосипедная трасса, площадки для выгула собак и для катания на лошадях, высажены местные и экзотические растения. Несмотря на то, что парк назван «карьерным», горнодобывающий карьер расположен в близлежащем пригороде Кеннедис-Буш.
Популярность Халсвелла среди населения возросла после землетрясений в Кентербери 2010 и 2011 годов, когда были построены новые микрорайоны, позволившие переехать многим жителям восточной части Крайстчерча.

## Известные жители
- Гарри Элл[англ.] (1862—1934), член парламента, организатор и покровитель строительства Саммит-Роуд (англ. Summit Road)[3].